# عبدالمجید نجفی
عبدالمجید نجفی، متولد سال ۱۳۳۸ تبریز و از نویسندگان کودک و نوجوان، دارای مدرک کارشناسی ارشد زبان و ادبیات فارسی است. او علاوه بر تدریس در زمینه مسائل تئوریک ادبیات داستانی، دوره‌ای کارشناس و مربی کانون پرورش فکری بوده و همچنین به‌عنوان داور و مدرس با کانون پرورش فکری و حوزه هنری همکاری داشته و با دفتر مطالعات ادبیات داستانی وزارت ارشاد وگروه‌های نقد داستان کیهان بچه‌ها و سروش نوجوان نیز همکاری دارد.

## آثار وی
- راز گمشده خاور (برگزیدهٔ کتاب سال)
- برف‌آباد (رمان)
- کت پشمی (مجموعه داستان)
- کابوس ژنرال (مجموعه داستان)
- گمشدگان جنگل آیسولان
- چشم‌های مادرم
- پرنده‌های سحرآمیز
- پسر کوهستان
- رمان «دختری به نام پریا» از سوی شورای کتاب کودک در سال ۱۳۸۲ به عنوان کتاب برگزیده انتخاب شده‌است.